# Alexander (Sohn des Aristobulos)
Alexander (* um 80 v. Chr. in Jerusalem; † 49 v. Chr. in Antiochia) war ein Sohn des jüdischen Königs und Hohepriesters Aristobulos II. aus dem Haus der Hasmonäer und ein Neffe von dessen Bruder und Konkurrenten Johannes Hyrkanos II. Er wurde 49 v. Chr. von den Römern in Antiochia hingerichtet.

## Herkunft
König Aristobulos II. hatte vier Kinder, zwei Söhne, den älteren Alexander und den jüngeren Antigonos Matthathias, und zwei Töchter, Alexandra und ein weiteres Mädchen, dessen Name nicht überliefert ist. Seine Ehefrau (Name ebenfalls unbekannt) war eine Tochter seines Onkels Absalom.

## Politische und militärische Aktivitäten
Der römische Feldherr Pompeius, der sich entschlossen hatte, im Streit innerhalb des Königshauses der Hasmonäer die Ansprüche des Aristobulos zu übergehen und dessen Bruder Johannes Hyrkanos zu unterstützen, nahm Aristobulos 63 v. Chr. nach der Eroberung von Jerusalem gefangen. Er wurde mit seinen Kindern nach Rom gebracht. Bei dem Transport konnte sein älterer Sohn Alexander entfliehen. Seine Ehefrau blieb in Judäa zurück. Nach der Neuordnung der politischen Verhältnisse in der Region durch Pompeius durfte Johannes Hyrkanos II. unter römischer Oberhoheit Hohepriester und Ethnarch eines verkleinerten Judäa bleiben.
Der entflohene Prinz Alexander führte die Politik seines Vaters tatkräftig fort und widersetzte sich dem Herrschaftsanspruch seines nun von den Römern gestützten Onkels Johannes Hyrkanos. Er durchstreifte – wie der jüdische Geschichtsschreiber Flavius Josephus berichtet – das Land und rief viele Juden zu den Waffen. Bald hatte er 10.000 Fußsoldaten und 1500 Reiter um sich geschart. Seine Macht wuchs so bedrohlich an, dass Johannes Hyrkanos damit begann, die bei der Belagerung 63 v. Chr. zerstörten Stadtmauern von Jerusalem wieder aufzubauen, was jedoch die in der Stadt befindlichen Römer verhinderten. Alexander seinerseits verstärkte die Befestigungen der bei Koreä gelegenen Festung Alexandreion und der in Peräa gelegenen Festung Machaerus.
Der römische Feldherr Aulus Gabinius sandte 57 v. Chr. seinen Unterführer Marcus Antonius (den späteren Triumvir) mit einer aus Römern und Juden gemischten Streitmacht gegen Alexander aus. Die Juden standen unter dem Befehl von Peitholaos und Malichos. Auch der Gouverneur von Idumäa, Antipater, stellte Hilfstruppen, während Gabinius mit den Schwerbewaffneten folgte. Alexander zog sich in die Nähe von Jerusalem zurück, wo es zur Schlacht kam. Die Römer machten 3000 Feinde nieder und nahmen ebenso viele gefangen.

## Niederlage gegen Gabinius
Gabinius marschierte nun zur Festung Alexandreion, vor der sich Alexander mit dem Rest seines Heeres verschanzt hatte. Bei den Kämpfen mit den Verteidigern tat sich Marcus Antonius besonders hervor. Die Belagerung der Festung zog sich allerdings in die Länge. Gabinius bot den Belagerten gegen die Übergabe der Festung Verzeihung und Nachsicht an.
Die Härte der Belagerung zwang Alexander schließlich eine Gesandtschaft zu Gabinius zu entsenden und dieses Angebot anzunehmen. Er übergab nun die Festungen Hyrkania, Machaerus und Alexandrion an Gabinius, der diese sämtlich zerstören ließ. Die Mutter Alexanders, die sich um ihre kriegsgefangene Familie in Rom sorgte, war von ihrem Wohnort zum Kriegsschauplatz gekommen. Sie wandte sich persönlich an den römischen Feldherrn und erreichte, dass er ihr für die Übergabe der Festungen die Freiheit für ihre Kinder versprach.

## Heirat und Nachkommen
Um das auf diesem Wege zustande gekommene Ende des Bürgerkriegs zu besiegeln, verheiratete Johannes Hyrkanos II. 57 v. Chr. seine Tochter Alexandra mit ihrem Vetter Alexander. Aus dieser Ehe gingen zwei Töchter hervor, Mariamne I., später verheiratet mit König Herodes, und eine Schwester von Mariamne (Name unbekannt), später verheiratet mit dem jüngsten Bruder des Herodes, Pheroras. Außerdem hatte das Paar einen Sohn, Aristobulos Jonathan, der später als 17-jähriger Jüngling ein Jahr lang (36/35 v. Chr.) Hohepriester war, dann aber bei einem von König Herodes inszenierten Badeunfall umkam.

## Erneute Rebellion
Der Frieden im innerjüdischen Machtkampf war jedoch nur von kurzer Dauer. Im Jahre 55 v. Chr., als der römische Feldherr Gabinius zur militärischen Rückführung des Ptolemaios XII. in Ägypten einfiel, nutzte Alexander die Gunst der Stunde und rebellierte erneut gegen die Römer. Er vermochte eine ansehnliche Heeresmacht aufzustellen und traf Anstalten, sämtliche Römer im Lande niederzumachen. Auf dem Berg Itabyrion (Tabor) kam es zur Entscheidungsschlacht, bei der Gabinius sich durchsetzen konnte. Wie Flavius Josephus schreibt, zwang in der Folgezeit der römische Feldherr Cassius den unruhigen Prinzen Alexander „auf diplomatischem Wege“ sich ruhig zu verhalten.

## Hinrichtung auf Befehl des Pompeius
Die militärischen Erfolge Cäsars gegen die Pompeianer schienen auch für den in Rom kriegsgefangenen König Aristobulos II. und seinen Sohn Alexander die Wende zu bringen. Cäsar schenkte Aristobulos die Freiheit, übergab ihm zwei Legionen und erteilte ihm den Auftrag, nach Syrien zu ziehen, in der Hoffnung, er werde dieses Land und die im Umkreis von Judäa liegenden Gebiete durch ihn leicht in seine Hand bekommen. Doch bevor diese Pläne, die der Geschichte Israels einen anderen Verlauf gegeben hätten, verwirklicht werden konnten, wurde Aristobulos 49 v. Chr. auf Befehl des Pompeius, noch vor seiner Abreise in Rom durch Gift ermordet.
Pompeius war nun auch zur Beseitigung des Unruhestifters Alexander entschlossen: Auf seine Veranlassung hin wurde gegen den Prinzen wegen seiner Kriegsverbrechen gegen die Römer öffentlich Anklage erhoben. Alexander wurde zum Tode verurteilt und 49 v. Chr. in Antiochia hingerichtet.
Alexanders Mutter lebte zu dieser Zeit in Askalon. Dort befanden sich auch Alexanders jüngerer Bruder Antigonos Matthathias und seine beiden Schwestern, darunter Alexandra. Der Fürst von Chalkis, Ptolemaeus Mennaei, bot den Halbwaisen seinen Schutz und ein Exil in seinem Herrschaftsgebiet an. Er entsandte seinen Sohn Philippion nach Askalon, um den Jugendlichen Geleit zu geben. Dabei verliebte sich Philippion in Alexandra und heiratete sie. Später fand er – wie Flavius Josephus, ohne Einzelheiten anzugeben, berichtet – dafür durch die Hand seines eigenen Vaters den Tod. Nach der Ermordung des Philippion nahm Ptolemaios selber die Witwe Alexandra zur Ehefrau. Der jüngere Bruder des Alexander, Antigonos Matthathias, setzte den Kampf gegen die Römer im Sinne seines Vaters und seines Bruders bald darauf fort. Mit Hilfe der Parther erreichte er 40 v. Chr. sogar die Königswürde und das Amt des Hohenpriesters. Er wurde 37 v. Chr. bei der Eroberung Jerusalems jedoch durch den römischen Feldherrn Sosius gefangen genommen und ebenfalls in Antiochia hingerichtet.